# Phnom Penh Crown
Phnom Penh Crown (Khmer ក្លឹបបាល់ទាត់ភ្នំពេញក្រោនា, Klœ̆b Băltoăt Phnum Pénh Kraôn) ist ein kambodschanischer Fußballverein aus der Hauptstadt Phnom Penh. Aktuell spielt der Verein in der höchsten Liga des Landes, der Cambodian Premier League.

## Geschichte
Gegründet wurde der Verein 2001 als Samart United. In der Saison 2002 wurde der Verein erstmals kambodschanischer Fußballmeister. In den Jahren 2003 und 2004 fand kein Ligabetrieb statt, weshalb der Verein als Meister der Saison 2002 am AFC President’s Cup 2005 teilnahm, damals schon unter dem neuen Vereinsnamen Hello United. Dort schied der Verein als Gruppenletzter der Gruppe B bereits in der Gruppenphase aus. 2005 wurde die Cambodian League als oberste Spielklasse Kambodschas eingeführt, für die sich auch der Verein qualifizierte. In der Debütsaison erreichte Hello United das Finale der Play-offs, was jedoch gegen Khemara mit 0:3 verloren ging. Vor der Saison 2006 erfolgte eine erneute Umbenennung in Phnom Penh United. Auch in der Spielzeit 2006 erreichte der Verein das Finale der Play-offs, jedoch musste man sich erneut Khemara, dieses Mal mit 4:5, geschlagen geben. 2007 gab es die nächste Umbenennung, der Verein trat fortan als Phnom Penh Empire auf.
Der erste Meistertitel der Cambodian Premier League erreichte der Verein in der Saison 2008. Dadurch qualifizierte sich Phnom Penh für den AFC President’s Cup 2009, bei der der Verein bereits in der Gruppenphase ausschied. Im selben Jahr gewann der Verein den nationalen Pokalwettbewerb durch einen 1:0-Erfolg über Preah Khan Reach. 2009 erfolgte die letztmalige Umbenennung zu Phnom Penh Crown. Der Pokalsieg vom Vorjahr konnte dank eines 1:0-Siegs über den Nagacorp FC erfolgreich verteidigt werden. 2010 und 2011 konnte der Verein dann erneut die kambodschanische Fußballmeisterschaft gewinnen. Beim AFC President’s Cup 2011 erreichte der Verein das Finale gegen den Taiwan Power Company FC. Das am 25. September 2011 ausgetragene Spiel ging knapp mit 2:3 verloren und Phnom Penh verpasste den Titelgewinn. Zwei weitere nationale Meistertitel konnte Phnom Penh Crown 2014 und 2015 gewinnen. Seit 2014 erhält der kambodschanische Fußballmeister einen Startplatz an der Mekong Club Championship. Dort erreichte Phnom Penh 2014 nach einem Sieg über Hoang Anh Attapeu FC aus Laos den dritten Platz. Seit 2016 darf der kambodschanische Fußballmeister ebenfalls am AFC Cup teilnehmen, 2016 wurde von der Football Federation of Cambodia jedoch kein Teilnehmer gemeldet. Für den AFC Cup 2017 qualifizierte sich daher ursprünglich Phnom Penh Crown als Meister der Spielzeit 2015, wurde jedoch auf Grund von Spielmanipulationen von der Asian Football Confederation ausgeschlossen und es rückte der Sieger der Saison 2016, Boeung Ket Angkor nach. Nach einer Entscheidung des Court of Arbitration for Sport durfte Phnom Penh Crown doch noch an diesem Turnier teilnehmen und Kambodscha hatte einmalig zwei Teilnehmer im Turnier. Phnom Penh schied jedoch bereits in der Play-off-Runde nach zwei Niederlagen gegen den singapurischen Vertreter Home United aus.
2016 und 2017 erreichte der Verein in der heimischen Liga Platz 5 und verpasste somit die Play-offs zur Meisterschaftsentscheidung.

## Erfolge

### National
- Cambodian League: 2002 (als Samart United)
- Cambodian League: 2008 (als Phnom Penh Empire)
- Cambodian League: 2010, 2011, 2014, 2015, 2021
- Hun Sen Cup: 2008, 2009
- Cambodian Super Cup: 2022, 2023

### International
- 2011 – AFC President’s Cup – Finalist
- 2014 – Mekong Club Championship – 3. Platz

## Stadion
Der Verein trägt seine Heimspiele im RSN Stadium in Phnom Penh aus. Das Stadion hat ein Fassungsvermögen von 5000 Zuschauern.
Koordinaten: 11° 36′ 17,7″ N, 104° 53′ 38,7″ O

## Spieler
Stand: 30. Juli 2025
| Nr. |            | Position | Name             |
| --- | ---------- | -------- | ---------------- |
| 1   | Kambodscha | TW       | Samnang Chiem    |
| 2   | Korea Sud  | AB       | Park Yi-young    |
| 4   | Kambodscha | AB       | Vennin Chhin     |
| 5   | Rumänien   | AB       | Raul Feher       |
| 5   | Kambodscha | AB       | Sokhay Chhom     |
| 7   | Kambodscha | MF       | Muslim Yeu       |
| 8   | Kambodscha | MF       | Chanpolin Orn    |
| 12  | Kambodscha | AB       | Socheavila Phach |
| 13  | Kambodscha | TW       | Samnang Saveng   |
| 15  | Kambodscha | AB       | Chanchav Choun   |
| 16  | Kambodscha | ST       | Phearath Long    |
| 17  | Kambodscha | ST       | Ty Sa            |
| 19  | Kambodscha | ST       | Thiva Brak       |
| 20  | Kambodscha | MF       | Pich Koeut       |
| 21  | Kambodscha | AB       | Ratana Eam       |
| 22  | Kambodscha | TW       | Vichet Um        |

| Nr. |             | Position | Name              |
| --- | ----------- | -------- | ----------------- |
| 23  | Kambodscha  | MF       | Samuel Bong       |
| 25  | Kambodscha  | MF       | Visal Lim         |
| 27  | Kambodscha  | ST       | Monyorothanak Sot |
| 28  | Kambodscha  | MF       | Meas Koeut        |
| 29  | Kambodscha  | MF       | Devit Yem         |
| 30  | Kambodscha  | ST       | Tola Wut          |
| 32  | Kambodscha  | TW       | Prach Cheng       |
| 39  | Kambodscha  | AB       | Pisa Choum        |
| 44  | Kambodscha  | ST       | Ponvuthy Pov      |
| 79  | Kambodscha  | MF       | Borith Sorm       |
|     | Niederlande | AB       | Rick Ketting      |
|     | Australien  | ST       | Moses Dyer        |
|     | Ukraine     | ST       | Maksym Pryadun    |
|     | Kambodscha  | MF       | Mohammath Hamisi  |
|     | Kambodscha  | MF       | Houng Chan        |

## Trainer
| Name              | von               | bis                |
| ----------------- | ----------------- | ------------------ |
| Heng Chantheang   | 1. Juli 2004      | 30. Juni 2006      |
| Apisit Im-Amphai  | 1. Juli 2008      | 15. September 2010 |
| Bojan Hodak       | 1. Januar 2010    | 31. Dezember 2010  |
| David Booth       | 1. Juli 2010      | 31. Dezember 2012  |
| Sam Schweingruber | 1. Januar 2013    | 7. November 2016   |
| Oriol Mohedano    | 1. Januar 2016    | 31. März 2016      |
| Oleg Starynskiy   | 1. Oktober 2016   | 31. Dezember 2017  |
| Sean Sainsbury    | 1. November 2017  | 1. November 2018   |
| Leonardo Vitorino | 24. Oktober 2018  | 31. Mai 2019       |
| Oleg Starynskiy   | 18. November 2020 |                    |

## Beste Torschützen seit 2013
| Saison | Name                       | Tore |
| ------ | -------------------------- | ---- |
| 2013   | Elroy van der Hooft        | 12   |
| 2014   | George Bisan               | 20   |
| 2015   | George Bisan Shane Booysen | 24   |
| 2016   | Keo Sokpheng               | 4    |
| 2017   | Shane Booysen              | 7    |
| 2018   | Valci Júnior               | 13   |
| 2019   | N/A                        |      |
| 2020   | Okereke Timothy            |      |